# Hilara palmarum
Hilara palmarum är en tvåvingeart som beskrevs av Gabriel Strobl 1906. Hilara palmarum ingår i släktet Hilara och familjen dansflugor. Inga underarter finns listade i Catalogue of Life.